# Ной (фильм)
«Ной» (англ. Noah) — американский эпический художественный фильм-пеплум 2014 года режиссёра Даррена Аронофски по сценарию Аронофски и Эри Хэндела, в основе которого лежит библейский сюжет о Ное и Всемирном потопе в ветхозаветных книгах, таких как Книга Бытия и Книга Еноха, а также включая апокрифы.
Роль Ноя исполняет Рассел Кроу. Другие роли исполнили: Дженнифер Коннелли, Дуглас Бут, Логан Лерман, Эмма Уотсон, Энтони Хопкинс и Рэй Уинстон. Премьера в США состоялась 28 марта 2014 года в форматах 2D и IMAX, а версия, преобразованная в форматы 3D и IMAX 3D, была выпущена в нескольких других странах, в России — 27 марта 2014.
Картина в целом получила положительные отзывы критиков и собрала более 362 млн долларов по всему миру, что сделало её самым кассовым фильмом Аронофски на сегодняшний день. Кроме того, за первые выходные проката в России фильм собрал 606 миллионов рублей и установил новый рекорд в данной категории.
Хотя фильм удостоился похвал за режиссуру и актёрскую игру, его содержание также вызвало споры. Так, в Китае ему было отказано в выпуске «по причинам, связанным с религией». Фильм также был запрещён в нескольких мусульманских странах из-за изображения пророков, почитаемых в исламе.

## Сюжет
В далёкие времена Каин, сын Адама и Евы, убил Авеля, своего младшего брата. После братоубийца был проклят Творцом, вследствие чего потомок Адама был вынужден сбежать на восток, где был спасён падшими ангелами, Стражами. Они помогли древним людям, но те отравили весь мир грехом и почти уничтожили ангелов. Однако племя Сифа, третьего сына первых людей, осталось человечным.
Ной остался последним праведником на Земле. У него есть три сына: Сим, Хам и Иафет, и жена Ноема (однако в фильме её имя не называют), которых он очень любит. Его семья единственная уповающая на Создателя и ведущая миролюбивый образ жизни.
И вот однажды Ною приходит виде́ние, в котором Бог открывает ему свой замысел: греховный мир должен быть разрушен, все люди будут погублены страшным наводнением. После этого они идут к Мафусаилу, деду Ноя. По пути семья натыкается на бывшую базу по добыче полезных ископаемых, она не работает, так как ресурсы были полностью истощены. Там же они находят Илу, будущую жену Сима, но каиниты находят и преследуют их, однако последним не удаётся их поймать, так как Ноя с его семьёй схватывают Стражи. Падший ангел Ог, ослушавшись собратьев, спасает Ноя и отводит их к горе Мафусаила. Тот даёт понять, что нужно построить ковчег, гигантский корабль, и спасти всех животных. Для этого старец даёт Ною семечко из Эдема.
Наутро Ога хватают, и Стражи собираются убить Ноя, обвиняя его в якобы лживой связи с Богом, но Творец спасает его, вырастив огромный лес с помощью семени. Ной строит ковчег, чтобы выполнить предназначение, которым наделил его Бог, в этом ему помогают Стражи.
Спустя десять лет ковчег почти достроен. Однажды к нему приходит огромная толпа Каинова племени, возглавляемые их царём Тубал-Каином. Узнав об истинном предназначении гигантской постройки, тот собирается отнять ковчег, но Стражи не дают племени это сделать. Осквернённые грехом люди не желают смириться со своей участью, поэтому они куют оружие и создают армию, чтобы захватить ковчег. В это же время средний сын Ноя Хам, очень страдая от того, что не имеет жены и не сможет обрести её из-за гибели всех людей (самостоятельные поиски не увенчались успехом: девушка, найденная им, погибла, попав в капкан во время дождя, и затем была затоптана насмерть потомками Каина), затаивает обиду на отца.
Ной отправляется в ближайшее маленькое, но перенаселённое поселение каинитов для поиска жён для Хама и Иафета. Праотец наблюдает каннибализм, рабство, обмен детей на еду и прочее. После этого Ной понимает, что люди не достойны спасения. Далее камера отдаляется, и открывается вид на лагерь, диких людей и лес, охваченные пожаром (Енох предсказал такое, но по другому случаю).
Начинается дождь, и потомки Каина пытаются захватить ковчег, однако Стражи отражают нападение. Ковчег благополучно отправляется в плавание и лишь коварный царь сумел пробраться на него и затаиться, пользуясь помощью Хама. Через какое-то время он нападает на Ноя, желая убить его, но Хам опомнился и защитил отца, убив царя. В этот же день жена старшего сына Ноя рожает двух дочерей, которым предназначено стать жёнами младших сыновей Ноя. Не поняв сразу замысел Бога, Ной поначалу хочет убить девочек, прервав на своей семье порочный человеческий род, но милосердие не позволяет ему совершить убийство. Ковчег наконец достигает суши, Ной благословляет своих детей и внуков, пожелав им жить и продолжать род. На небе появляется радуга, знаменуя конец существования Каиновых племён, исчезновение грехов людей и начало благословения Творца.

## В ролях

Рассел Кроу в роли Ноя

| Актёр                           | Роль                                                   |
| ------------------------------- | ------------------------------------------------------ |
| Рассел Кроу                     | Ной                                                    |
| Дженнифер Коннелли              | жена Ноя Ноема                                         |
| Дуглас Бут                      | сын Ноя Сим                                            |
| Логан Лерман                    | сын Ноя Хам                                            |
| Лео Макхью Кэрролл              | сын Ноя Иафет                                          |
| Эмма Уотсон                     | жена Сима Ила                                          |
| Энтони Хопкинс                  | дед Ноя Мафусаил                                       |
| Рэй Уинстон                     | заклятый враг Ноя Тубал-Каин                           |
| Кевин Дюранд                    | наблюдатель, помогающий Ною и его семье Рамиил (голос) |
| Мэдисон Девенпорт               | возлюбленная Хама На'эль                               |
| Ник Нолти                       | исполин Самиаза(голос)                                 |
| Марк Марголис                   | исполин Магог (голос)                                  |
| Фрэнк Ланджелла                 | исполин Ог(голос)                                      |
| Мартон Чокаш                    | отец Ноя Ламех                                         |
| Йоуханнес Хьёйкьюр Йоуханнессон | Каин                                                   |
| Арнар Дан                       | Авель                                                  |
| Ариан Райнхарт                  | Ева                                                    |
| Адам Гриффит                    | Адам                                                   |
| Дакота Гойо                     | юный Ной                                               |
| Финн Уиттрок                    | молодой Тубал-Каин                                     |
| Гэвин Касалежно                 | юный Сим                                               |
| Гросс Нолан                     | юный Хам                                               |
| Скайлар Берк                    | юная Ила                                               |
| Сэми Гейл                       | дочь беженцев                                          |

## Создание

### Разработка
Аронофски впервые заговорил о «Ное» в интервью The Guardian в апреле 2007 года, заявив газете, что библейский Ной восхитил его, когда ему было тринадцать лет. Аронофски рассказал, что он видит Ноя как «тёмного, сложного персонажа», который, пережив потоп, испытывает чувство «вины выжившего». Аронофски начал работу над черновиком сценария во время своей первой попытки снять фильм «Фонтан», провалившейся после того, как проект покинул Брэд Питт.
Сотрудничавший с Аронофски на фильмах «Фонтан», «Рестлер» и «Чёрный лебедь» Эри Хэндел помог Аронофски в разработке сценария. Прежде чем они нашли финансовую поддержку для «Ноя», Аронофски и Хэндел совместно с канадским художником Нико Хенричоном адаптировали сценарий для графической новеллы. Первый том графической новеллы был выпущен на французском языке бельгийским издательством Le Lombard в октябре 2011 года под названием «Noé: Pour la cruauté des hommes». После создания графической новеллы Аронофски заключил соглашение с Paramount Pictures и New Regency Productions о производстве фильма «Ной» с бюджетом в 150 миллионов долларов. Сценарист Джон Логан был нанят переписать сценарий вместе с Аронофски, но его имя не стали указывать.

### Съёмки
Фильм начали снимать в июле 2012 года на полуострове Дирхолэй, в районе Рейкьявика Фоссвогур, на базальтовых колоннах Рейнисдрангар и в других местах Южной Исландии. Съёмки также проходили в Нью-Йорке, Голливуде и Вашингтоне, Миссисипи. Ноев ковчег был построен в Национальном историческом парке Planting Fields Arboretum в Верхнем Бруклине, Нью-Йорк.

## Факты об актёрах
- Аронофски предлагал роль Ноя Кристиану Бейлу и Майклу Фассбендеру, но они оба отказались[40].
- Джулианна Мур рассматривалась на роль Ноемы[41].
- Дакота Фэннинг первоначально должна была играть Илу, но она ушла из фильма из-за занятости на других проектах[41].
- Лиам Нисон, Лев Шрайбер и Вэл Килмер рассматривались на роль Тубал-Каина[17].
- Рассел Кроу пытался с помощью твиттера уговорить папу римского Франциска посмотреть «Ноя», называя картину мощной, завораживающей и вызывающей резонанс. В итоге Франциск пригласил Рассела Кроу в Ватикан на короткую аудиенцию, в ходе которой благословил фильм «Ной». Как заявил Кроу, с учётом многочисленных споров вокруг фильма приглашение в Ватикан было большой честью.
- Первоначально Самиазу должен был озвучивать Марк Марголис[42][43], однако позже он был заменён на Ника Нолти, а сам Марголис озвучил нефилима по имени Магог[23][24].
- Это уже второй фильм (после фильма «Игры разума»), где Рассел Кроу снимается вместе с Дженнифер Коннелли, причём в обоих Дженнифер играет его жену.

## Отзывы
На сайте Rotten Tomatoes на основе 208 рецензий фильм имеет рейтинг 77 % при среднем балле 6,6 из 10. Питер Трэверс из Rolling Stone дал фильму 4 звезды из 5, похвалив игру Кроу и мастерство Аронофски. Зрители приняли фильм не так хорошо, как критики — рейтинг на IMDb составляет 5.8 из 10, зрительский рейтинг на Rotten Tomatoes 44 %.

## Цензура
Пакистан, Катар, Бахрейн, Малайзия и Индонезия запретили показ фильма в своих странах, мотивировав это тем, что он противоречит учению ислама. В исламе Ной считается одним из пророков, а в некоторых школах изображение пророков запрещено. Университет аль-Азхар в Египте выступил с заявлением о том, что содержание фильма может вызвать недовольство верующих.
В Китае также запретили прокат фильма из-за его религиозного содержания.